# Un mesaj imperial
„Un mesaj imperial”, cunoscută și sub titlurile „O solie imperială” și „O solie împărătească”, (în germană Eine kaiserliche Botschaft) este o scurtă parabolă scrisă de Franz Kafka în 1917 și publicată pentru prima dată pe 24 septembrie 1919 în ziarul săptămânal evreiesc Selbstwehr din Praga, apoi inclusă în volumul Ein Landarzt: Kleine Erzählungen (München/Leipzig, 1919). Acest text face parte din povestirea „Marele Zid Chinezesc”, care a fost publicată postum de Max Brod în volumul Beim Bau der Chinesischen Mauer (1931).
Această scurtă povestire parabolă se referă la un mesaj imperial care nu ajunge niciodată la destinatarul său din cauza întinderii imense a imperiului și a multitudinii de spații care trebuie traversate de mesager.

## Rezumat
Un împărat, al cărui nume este necunoscut, transmite de pe patul de moarte un mesaj unui destinatar îndepărtat considerat a fi un „supus nevrednic”, cerându-i mesagerului să-i repete mesajul pentru a fi sigur că îl va transmite corect.
 Cu toate acestea, mesajul nu va ajunge niciodată la destinatar deoarece solul, în ciuda efortului său neobosit, se va rătăci definitiv în labirintul imensului palat imperial și, chiar dacă ar izbuti să iasă din palat, nu va reuși cu siguranță să traverseze teritoriul uriaș al imperiului pentru a ajunge la destinație. Parabola se încheie cu o adresare către cititorul care încă mai așteaptă solia împărătească: „Dar tu stai în fața ferestrei și visezi la ea, când se lasă seara”.

## Scriere și publicare

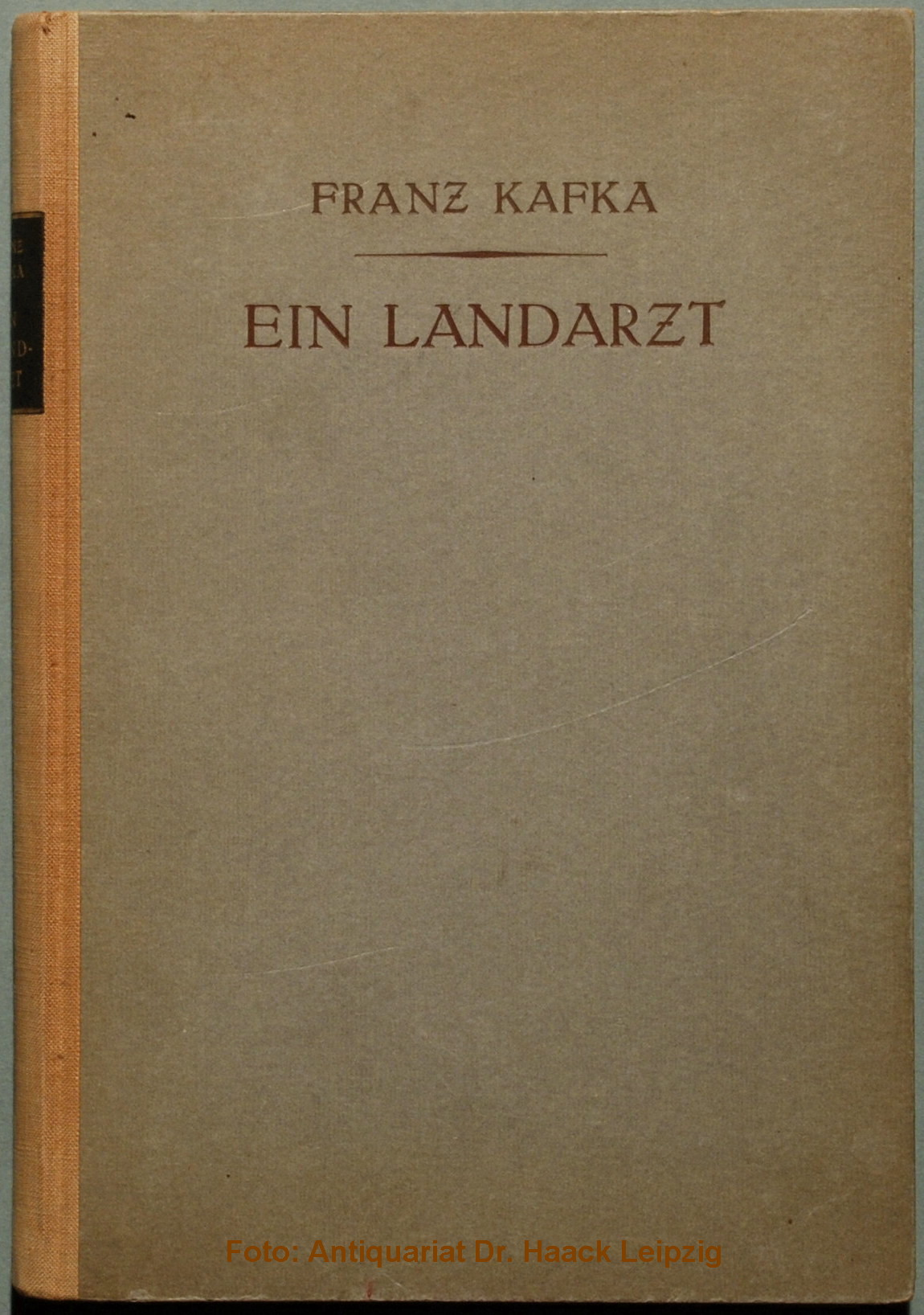
Povestirea a fost publicată în volumul Ein Landarzt: Kleine Erzählungen (Kurt Wolff Verlag, München/Leipzig, 1919).

Parabola „Un mesaj imperial” a făcut parte inițial dintr-o povestire mai lungă, neterminată, „Beim Bau der chinesischen Mauer”, pe care Kafka a scris-o cu o anumită certitudine între mijlocul lunii februarie și sfârșitul lunii martie 1917. Manuscrisul acestei povestiri se află în caietul C al Oktavhefte. Autorul a extras parabola din contextul ei narativ inițial și a publicat-o separat în numărul din 24 septembrie 1919 al ziarului săptămânal sionist Selbstwehr din Praga, redactat de filozoful Felix Weltsch, prieten apropiat al lui Kafka. Povestirea este precedată de următoarea explicație: „Aus dem in nächster Zeit erscheinenden Buch: «Ein Landarzt. Kleine Erzählungen»”, în traducere: „Din cartea care va apărea în viitorul apropiat: «Ein Landarzt. Kleine Erzählungen»”. În același ziar apăruse mai demult, în septembrie 1915, povestirea parabolă „În fața legii”; ulterior, pe 19 decembrie 1919, a apărut în acest ziar povestirea „Die Sorge des Hausvaters”.
Povestirea parabolă a fost inclusă apoi în volumul Ein Landarzt: Kleine Erzählungen (Kurt Wolff Verlag, München/Leipzig, 1919), în timp ce povestirea care o includea, „Beim Bau der chinesischen Mauer”, a fost publicată postum de Max Brod ca preprint în revista Der Morgen (anul VI, nr. 3, august 1930, pp. 219–230) editată de sociologul și filozoful Julius Goldstein din Darmstadt și tipărită de editura Philo-Verlag din Berlin și apoi în volumul Beim Bau der Chinesischen Mauer tipărit în 1931 de Gustav Kiepenheuer Verlag din Berlin (pp. 9–28), alături de alte 20 de povestiri și de o postfață („Nachwort”).

## Formă
Structura textului parabolei nu este marcată de sobrietatea simplă a altor proze ale lui Kafka, ci este elaborată și artificială. După o mișcare dramatică, în care sunt enumerate obstacolele în calea transmiterii mesajului, urmează un final calm și meditativ. Mișcarea din această povestire are o direcție inversă față de cea din parabola În fața legii: omul de la țară vrea să intre prin porțile Legii, în timp ce împăratul dorește să trimită un mesaj în afara palatului său.

## Analiza textului și interpretări
Această povestire, care se referă la un mesaj imperial care nu ajunge niciodată la destinatarul său din cauza întinderii infinite a imperiului, sugerează înstrăinarea dintre împărat și poporul său, precum și distanțarea hotărârilor autorităților de necesitățile politice curente. Înstrăinarea este reprezentată prin metafora ierarhiei autorităților, care se transformă într-un obstacol impenetrabil între oameni și scopul urmărit de aceștia.

### Labirintul sistemului birocratic

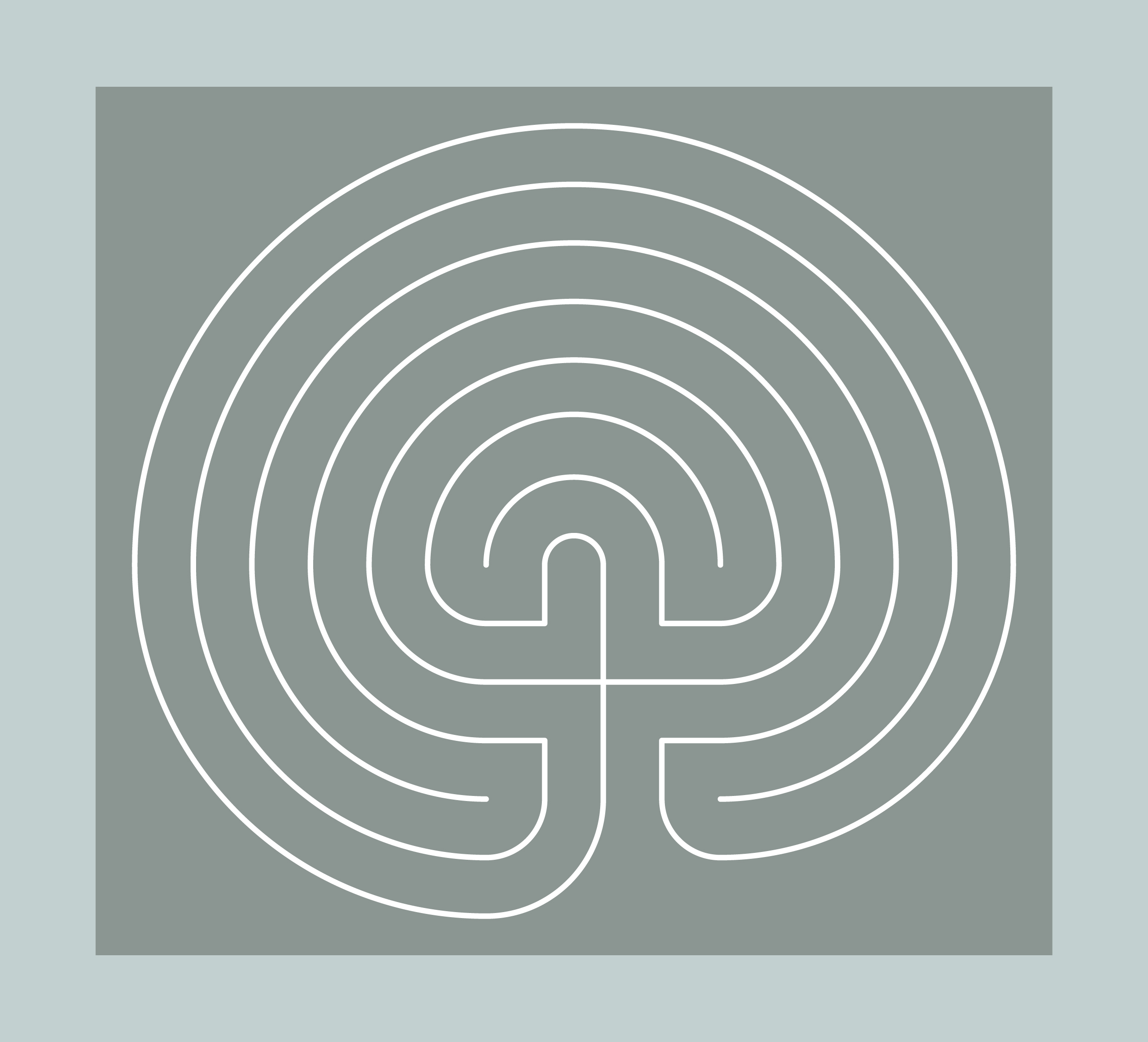
Universul lui Kafka este un labirint cu numeroase obstacole în care oamenii nu reușesc niciodată să ajungă la destinație.

Temele abordate în această povestire sunt unele tipice scrierilor lui Kafka: puterea, așteptarea, inutilitatea efortului și înstrăinarea. Puterea este reprezentată aici, ca și în alte scrieri ale autorului praghez, ca având o origine aproape divină, ea fiind inaccesibilă omului simplu. Mesajele puterii ajung greu în lumea exterioară din cauza barierelor instituite în calea comunicării umane, iar din acest motiv efortul mesagerului se asemănă cu efortul inutil al lui Sisif. Solul încearcă zadarnic să-și taie un drum prin mulțime, pentru că numeroasele obstacole din calea lui îl împiedică să iasă din palatul imperial, dincolo de care urmează scări, curți, alte palate, alte scări și curți, apoi orașul labirintic și imperiul imens. În aceste condiții, mesajul nu va ajunge niciodată la destinație deoarece lumea întreagă este un labirint nesfârșit în care oamenii se pierd.
Drumul sinuos pe care merge mesagerul scoate în evidență canalele complicate ale sistemului birocratic pe care Kafka le cunoștea foarte bine prin prisma profesiei sale de jurist în domeniul asigurărilor. Spațiul în care se mișcă personajele lui Kafka conturează un univers labirintic artificial și antinatural, plin de capcane, imposibil de străbătut din cauza obstacolelor ivite mereu în calea lor. Distanța pare să se dilate: între împărat și supus se află sumedenie de palate, scări, curți și clădiri, făcând ca mesagerul să moară pe drumul către destinație, la fel cum accesul la lege al lui Josef K. este barat de uși succesive păzite de gardieni (în parabola „În fața legii”).
Destinatarul și cititorul nu află conținutul mesajului, dar amândoi știu în final doar că este vorba de mesajul unui om mort. Aici apare o referire la situația de la acel moment a monarhiei austro-ungare. Parabola a fost scrisă la patru luni după moartea împăratului Franz Joseph I. Mai mult, parabola evidențiază problemele transmiterii mesajelor, în condițiile unei lumi labirintice, cauzând eșecul comunicării. Aceste eșecuri au reprezentat, de asemenea, un subiect frecvent al reportajelor de război de pe front în perioada Primului Război Mondial.

### Inutilitatea speranței
Scurta bucată de proză poate fi înțeleasă și ca o referire la puterea de pătrundere a scrierilor lui Kafka în conștiința publicului cititor și la căutarea succesului de către scriitor prin publicarea manuscriselor sale elaborate într-un ritm haotic și adesea stagnant.
Ultima propoziție este o descriere entuziastă și nerăbdătoare, care nu pare destul de adecvată emoției asociate cu acest mesaj. Ea asociază imaginea destinatarului stând la fereastră cu o persoană privită din spate precum în tablourile lui Caspar David Friedrich sau cu cititorul lui Kafka, care așteaptă în zadar mesajul ce-i este destinat. Dar destinatarul semnalează, de asemenea, dorința sa de a primi mesajul și trădarea așteptărilor sale. Astfel, parabola mascată în acest discurs se adresează cititorului, care exagerează de obicei importanța vieții sale lipsite de sens în dorințele și fanteziile sale: omul speră că, într-o zi, sclipirea măreției își va revărsa lumina asupra existenței sale și i-o va polei; el va câștiga avere, reputație, faimă; el va fi respectat, invidiat, admirat, cu atât mai mult cu cât norocul său a devenit tot mai mare.

### Interpretare teologică
Unii critici care au analizat această povestire au evidențiat o posibilă abordare teologică a ei. Mesajul imperial ar putea reprezenta în această abordare mesajul divin care, deși pare apropiat, este adesea inaccesibil omului. Omul nu ajunge să cunoască legea divină, cum nici Josef K. nu ajunge să cunoască legea, iar astfel salvarea individuală a omului este imposibil de obținut.
Prezentându-l pe Kafka drept un model de homo religiosus, Max Brod raportează problematica filozofică a scriitorului german la istoria și psihologia poporului evreu. Nu există însă nicio folosire a cuvântului „evreu” în opera lui Kafka, deoarece autorul, deși a inclus motive religioase în scrierile sale, a vrut ca opera sa să aibă o valoare universală și a golit-o astfel de orice particularități etnice sau religioase.

### Interpretare sociologică

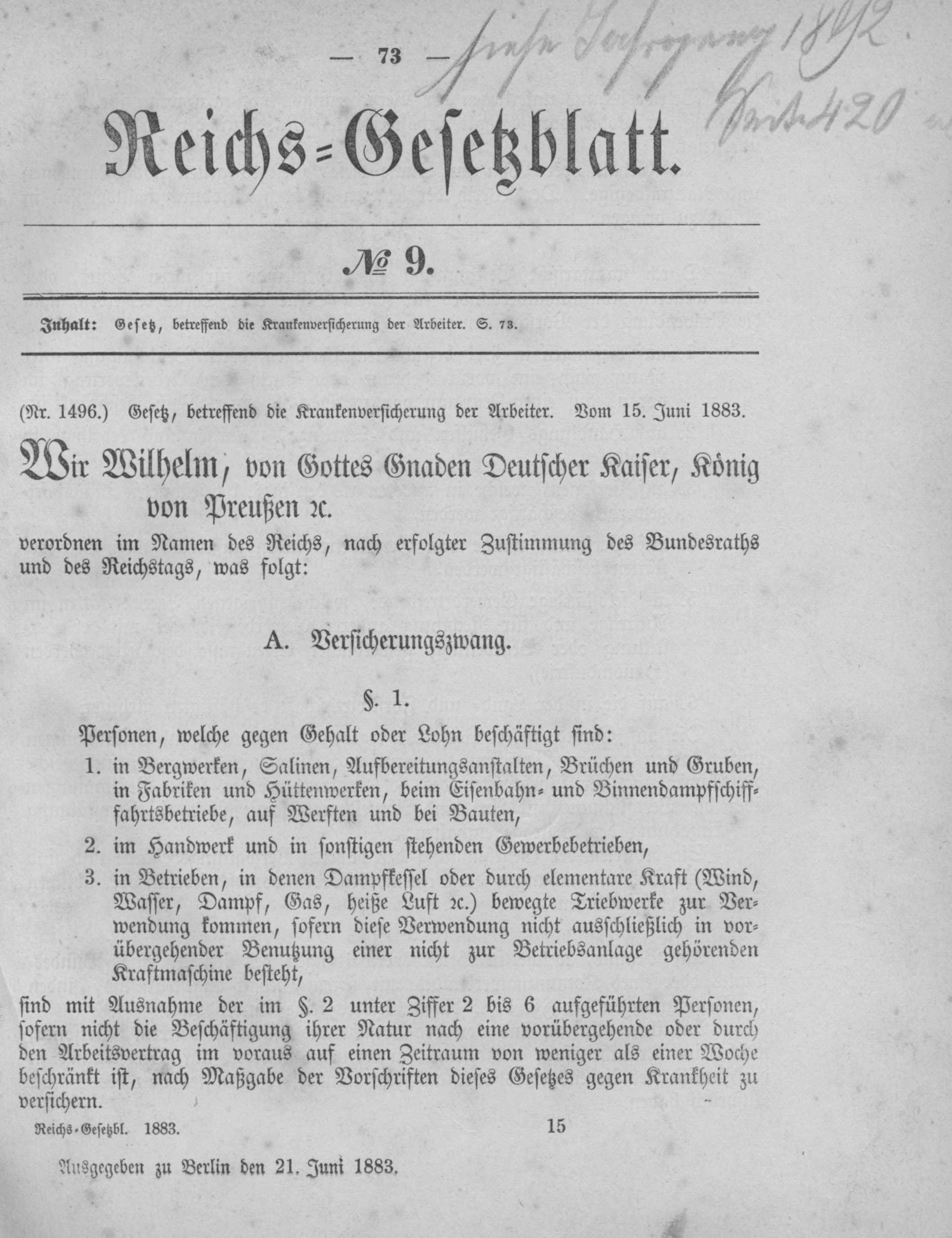
Prima pagină a Mesajului imperial, publicat în numărul din 15 iunie 1883 al buletinului oficial Reichsgesetzblatt.

Profesorul german Klaus Hermsdorf de la Institutul de Germanistică al Universității Humboldt din Berlin a realizat în lucrarea Kafka. Weltbild und Roman (Rütten und Loening, Berlin, 1961, pp. 288–290) o interpretare sociologică a acestei parabole kafkiene, considerată de eseistul și criticul literar Radu Enescu tot atât de arbitrară și de forțată ca și interpretarea religioasă. În această abordare, termenul „mesaj imperial” ar trebui înțeles ad litteram ca o referire la mesajul împăratului german Wilhelm I al Germaniei citit de cancelarul federal Otto von Bismarck în ședința de deschidere a Reichstag-ului din 17 noiembrie 1881, prin care se anunța inițiativa elaborării unei legislații sociale care să instituie un sistem de asigurări împotriva accidentelor de muncă pentru muncitori, urmărind ca „remedierea relelor sociale să nu mai fie exclusiv o măsură pentru reprimarea exceselor social-democrate, ci în același timp să încerce să contribuie în mod pozitiv la îmbunătățirea situației muncitorilor”.
Legea asigurărilor muncitorești împotriva accidentelor a fost promulgată în Germania în 1884 și a fost considerată ca inaugurând o nouă eră în legislația socială europeană, reprezentând actul de naștere al asigurărilor sociale în Europa. Cunoscând sistemul asigurărilor sociale prin prisma profesiei sale de jurist specializat în dreptul muncii, Kafka a înțeles că sistemul asigurărilor sociale nu a reușit să înlăture „relele sociale” și și-ar fi exprimat decepția și lipsa de speranță față de ineficiența asigurării imperiale în această povestire.

## Aprecieri critice
Criticul literar german Ralf Sudau subliniază că vocea prin care autorul se adresează cititorului sună tare disprețuitor. Speranțele nerealiste sunt reduse astfel la absurd prin folosirea permanentă a unor formule descurajatoare. Cât de curând cititorului îi va fi dezvăluită inutilitatea speranței că va obține ceea ce aștepta, afirmă criticul.

## Traduceri
Povestirea „Un mesaj imperial” a fost tradusă în mai multe limbi străine:
- cehă („Císařské poselství”, în revista Apollon, 20 iulie 1924, pp. 260–267; traducere de Jan Grmela; reeditată în revista Národní osvobození din 20 octombrie 1929; ulterior au mai apărut alte două traduceri: o traducere a lui Ludvík Vrána a fost publicată în 1929 în vol. Archy, Stará Říše, nr. 13, și o altă traducere efectuată de Karel Projsa a fost publicată în numărul din 15 februarie 1947 al revistei Listy),[24]
- franceză („Un message impérial”, în La Nouvelle Revue Française, nr. 191, august 1929; traducere de Félix Bertaux, K. W. Körner și Jules Supervielle; ulterior au mai apărut alte două traduceri: o traducere a lui Alexandre Vialatte a fost publicată în 1938 în vol. La Métamorphose, tipărit de editura Gallimard din Paris și o altă traducere efectuată de Jean Carrive a fost publicată în 1944 în volumul La Muraille de Chine, tipărit de Éditions Pierre Seghers din Villeneuve-lès-Avignon),
- suedeză („Sex Prosastycken”, în revista Bonniers Litterära Magasin, Stockholm, anul VII (1938), pp. 260–267; traducere de Margit Abenius),
- finlandeză („Keisarillinen sanoma”, în vol. Hyvää yötä, Karisto, Hämeenlinna, nr. 8, 1941, pp. 142–143; traducere de Väinö Hämeen-Anttila),
- ucraineană („Imperatorske poslannia”, în revista Vsesvit, Kiev, nr. 12, 1963; traducere de Ievhen Popovîci; reeditată în 2012 în vol. Tvorî: opovidannia, romanî, lîstî, școdennîkî, tipărit de editura A-ba-ba-ha-la-ma-ha din Kiev),
- poloneză („Wiadomość od cesarza”, în revista Literatura na Świecie, Varșovia, nr. 2 (187), februarie 1987, pp. 33–34; traducere de Anna Wołkowicz),
- rusă („Imperatorskoe poslanie”, în vol. Rasskazî, Severo-Zapad, Sankt Petersburg, 1993; traducere de Irina Șcerbakova; alte traduceri au fost publicate de Gherbert Notkin în vol. Malaia proza. Drama (Amfora, Sankt Petersburg, 2001), de Iuri Arhipov în vol. Labirint (Azbuka, Sankt Peterburg–Moscova, 2011) și de Nina Samoilova în vol. Tri vozrasta Franța Kafki (Letnii sad, Moscova, 2014)),
- maghiară („A császár üzenete”, în vol. A császár üzenete (válogatott elbeszélések), Interpopulart Könyvkiadó, Szentendre, 1995; traducere de István Eörsi, József Gáli și Dezső Tandori) etc.

Prima traducere în limba română a povestirii a fost realizată de Sașa Pană și publicată în 1964, sub titlul „Un mesaj imperial”, în revista Secolul 20 din București (anul IV (1964), nr. 5, p. 98). Au urmat curând alte traduceri apărute sub titluri diferite: o traducere efectuată de Petru Forna a apărut în 1968, sub titlul „O solie imperială”, în revista Steaua din Cluj (nr. 11/1968, p. 52), o altă traducere efectuată de Iulia Soare și intitulată „O solie împărătească” a apărut în 1968 în antologia Amurgul imperiului. Proza austriacă modernă. Vol. I (pp. 430–431), tipărită de Editura pentru Literatură din București și o traducere mai nouă efectuată de Mircea Ivănescu a fost publicată sub titlul „Un mesaj imperial” în revista Transilvania din Sibiu (nr. 7/1983, p. 25), apoi reeditată în 1996 în volumul Opere complete 1. Proză scurtă, tipărit de Editura Univers din București.
O traducere mai veche realizată în perioada 1945–1947 de poetul Paul Celan a fost publicată sub titlul „O solie împărătească” în 1984 în revista Secolul 20 din București (nr. 11–12/1984, pp. 100–102), apoi în 1987 de Petre Solomon în vol. Paul Celan: dimensiunea românească (Ed. Kriterion, București, 1987, pp. 205–206), împreună cu alte trei scurte povestiri kafkiene: „Excursia în munți”, „Doi oameni trec în fugă” și „În fața legii”.